# 1989年日本グランプリ (4輪)
1989年日本グランプリ（1989 Japanese Grand Prix）は、1989年F1世界選手権の第15戦として、1989年10月22日に鈴鹿サーキットで決勝レースが開催された。

## 概要
マクラーレンのチームメイト同士のドライバーズチャンピオン争いは、アラン・プロストが81ポイント（有効得点では76ポイント）、アイルトン・セナが60ポイントというプロスト有利の状況で日本GPを迎えた。このレースでセナが優勝（9ポイント）を得られないと、最終戦を待たずプロストの3度目のチャンピオンが決定する。両ドライバーには2台ずつシャーシが用意され、ホンダV10エンジンは高出力型の「スペック4」と中低回転域トルク型の「スペック5」のいずれかを選択できる体制が用意された。
ミナルディのピエルルイジ・マルティニが肋骨を傷めて欠場し、代役として全日本F3000に出場しているパオロ・バリッラがF1デビューした。

## 予選
セナは1987年の日本GP予選でフェラーリのゲルハルト・ベルガーが記録したレコードタイムを大きく更新し、2年連続して日本GPのポールポジションを獲得した。予選2位のプロストは1.730秒という大差をつけられた。
セカンドローにはフェラーリのベルガーとナイジェル・マンセルが並んだ。3位のベルガーはプロストと0.4秒差だったが、最終アタックで予選用タイヤが1周持たずタイムロスした。5・7位のウィリアムズ勢の間にはベネトンのアレッサンドロ・ナニーニがつけた。予備予選から進出したローラ（ラルース）のフィリップ・アリオーが8位、オゼッラのニコラ・ラリーニが10位に食い込む健闘を見せた。
日本勢はロータスの中嶋悟がチームメイトのネルソン・ピケに次ぐ12位。昨年の予選のピケ5位、中島6位と同じく同チームで2人が並ぶ形となった。前年の日本GPでF1デビューしたザクスピードの鈴木亜久里は予備予選落ちとなり、シーズン初の決勝出場は成らなかった。初の母国GPとなるヤマハエンジンは、鈴木の同僚ベルント・シュナイダーが開幕戦以来の決勝出場を果たした。

### 結果

#### 予備予選
| 順位 | No | ドライバー               | コンストラクター       | タイム   |
| ---- | -- | ------------------------ | ---------------------- | -------- |
| 1    | 17 | ニコラ・ラリーニ         | オゼッラ・フォード     | 1'43.035 |
| 2    | 30 | フィリップ・アリオー     | ローラ・ランボルギーニ | 1'43.089 |
| 3    | 34 | ベルント・シュナイダー   | ザクスピード・ヤマハ   | 1'44.053 |
| 4    | 29 | ミケーレ・アルボレート   | ローラ・ランボルギーニ | 1'44.075 |
| DNPQ | 18 | ピエルカルロ・ギンザーニ | オゼッラ・フォード     | 1'44.313 |
| DNPQ | 31 | ロベルト・モレノ         | コローニ・フォード     | 1'44.498 |
| DNPQ | 36 | ステファン・ヨハンソン   | オニクス・フォード     | 1'44.582 |
| DNPQ | 35 | 鈴木亜久里               | ザクスピード・ヤマハ   | 1'44.780 |
| DNPQ | 33 | オスカー・ララウリ       | ユーロブルン・ジャッド | 1'45.446 |
| DNPQ | 37 | J.J.レート               | オニクス・フォード     | 1'45.787 |
| DNPQ | 40 | ガブリエル・タルキーニ   | AGS・フォード          | 1'46.705 |
| DNPQ | 41 | ヤニック・ダルマス       | AGS・フォード          | 1'48.306 |
| DNPQ | 32 | エンリコ・ベルタッジア   | コローニ・フォード     | No Time  |

#### 予選本選
| 順位 | No | ドライバー                   | コンストラクター       | 1回目    | 2回目    |
| ---- | -- | ---------------------------- | ---------------------- | -------- | -------- |
| 1    | 1  | アイルトン・セナ             | マクラーレン・ホンダ   | 1'39.493 | 1'38.041 |
| 2    | 2  | アラン・プロスト             | マクラーレン・ホンダ   | 1'40.875 | 1'39.771 |
| 3    | 28 | ゲルハルト・ベルガー         | フェラーリ             | 1'41.253 | 1'40.187 |
| 4    | 27 | ナイジェル・マンセル         | フェラーリ             | 1'40.608 | 1'40.406 |
| 5    | 6  | リカルド・パトレーゼ         | ウィリアムズ・ルノー   | 1'42.397 | 1'40.936 |
| 6    | 19 | アレッサンドロ・ナニーニ     | ベネトン・フォード     | 1'41.601 | 1'41.103 |
| 7    | 5  | ティエリー・ブーツェン       | ウィリアムズ・ルノー   | 1'42.943 | 1'41.324 |
| 8    | 30 | フィリップ・アリオー         | ローラ・ランボルギーニ | 1'42.534 | 1'41.336 |
| 9    | 8  | ステファノ・モデナ           | ブラバム・ジャッド     | 1'42.909 | 1'41.458 |
| 10   | 17 | ニコラ・ラリーニ             | オゼッラ・フォード     | 1'42.483 | 1'41.519 |
| 11   | 11 | ネルソン・ピケ               | ロータス・ジャッド     | 1'43.386 | 1'41.802 |
| 12   | 12 | 中嶋悟                       | ロータス・ジャッド     | 1'43.370 | 1'41.988 |
| 13   | 7  | マーティン・ブランドル       | ブラバム・ジャッド     | 1'44.236 | 1:42.182 |
| 14   | 24 | ルイス・ペレス＝サラ         | ミナルディ・フォード   | 1'43.107 | 1'42.283 |
| 15   | 21 | アレックス・カフィ           | ダラーラ・フォード     | 1'43.171 | 1'42.488 |
| 16   | 22 | アンドレア・デ・チェザリス   | ダラーラ・フォード     | 1'43.904 | 1'42.581 |
| 17   | 16 | イヴァン・カペリ             | マーチ・ジャッド       | 1'43.851 | 1'42.672 |
| 18   | 4  | ジャン・アレジ               | ティレル・フォード     | 1'43.306 | 1'42.709 |
| 19   | 23 | パオロ・バリッラ             | ミナルディ・フォード   | 1'46.096 | 1'42.780 |
| 20   | 15 | マウリシオ・グージェルミン   | マーチ・ジャッド       | 1'44.805 | 1'42.880 |
| 21   | 34 | ベルント・シュナイダー       | ザクスピード・ヤマハ   | 1'44.323 | 1'42.892 |
| 22   | 20 | エマニュエル・ピロ           | ベネトン・フォード     | 1'43.217 | 1'43.063 |
| 23   | 26 | オリビエ・グルイヤール       | リジェ・フォード       | 1'45.801 | 1'43.379 |
| 24   | 10 | エディ・チーバー             | アロウズ・フォード     | 1'44.501 | 1'43.511 |
| 25   | 9  | デレック・ワーウィック       | アロウズ・フォード     | 1'44.288 | 1'43.599 |
| 26   | 3  | ジョナサン・パーマー         | ティレル・フォード     | 1'43.955 | 1'43.757 |
| DNQ  | 25 | ルネ・アルヌー               | リジェ・フォード       | 1'44.221 | 1'44.030 |
| DNQ  | 29 | ミケーレ・アルボレート       | ローラ・ランボルギーニ | 1'44.063 | 1'44.101 |
| DNQ  | 38 | ピエール＝アンリ・ラファネル | リアル・フォード       | 2'11.328 | 1'47.160 |
| DNQ  | 39 | ベルトラン・ガショー         | リアル・フォード       | 1'50.883 | 1'47.295 |

- 太字はベストタイム、DNQは予選不通過。
- 結果はフォーミュラ1公式サイト[1]、ESPN F1[2]を参照。

## 決勝

### 展開

#### プロスト先行
スタートではプロストがアウト側の2番グリッドから絶妙なスタートを決め、トップで1コーナーに進入した。セナはベルガーにも並ばれかけたが、プロストに続く2位をキープした。ナニーニが4位にジャンプアップし、セミATの問題を抱えるマンセルは6位に後退した。1周目にはミナルディの2台とシュナイダーが早くも姿を消した。
プロストは快調に走行し、10周目にはセナに対して4秒のリードを築いた。以下、ベルガー、ナニーニ、マンセル、パトレーゼがそれぞれ5秒前後の間隔で続いた。中団ではステファノ・モデナ（ブラバム）、ピケ、中嶋の9位争いに、後方からジャン・アレジ（ティレル）、エマニュエル・ピロ（ベネトン）が絡んで激しいバトルとなった。20周前後に各チームのピットストップが行われた。
プロストとセナの差は、周回遅れの処理なども絡んで、30周目には2秒ほどになった。3位のベルガーは34周目にギアトラブルが発生し、スローダウンしてピットに戻った。43周目にはチームメイトのマンセルも白煙を吹きながらストップした。ナニーニが単独3番手を走行するが、優勝争いの2台からは1分近く離されている。ピケやアレジと9位争いをしていた中嶋はタイヤ交換時に順位を落とし11番手を走行していたが、エンジンのオーバーヒートにより41周目にリタイアした。また中嶋と順位を争っていたアレジも37周でリタイアした。

#### シケインでの接触

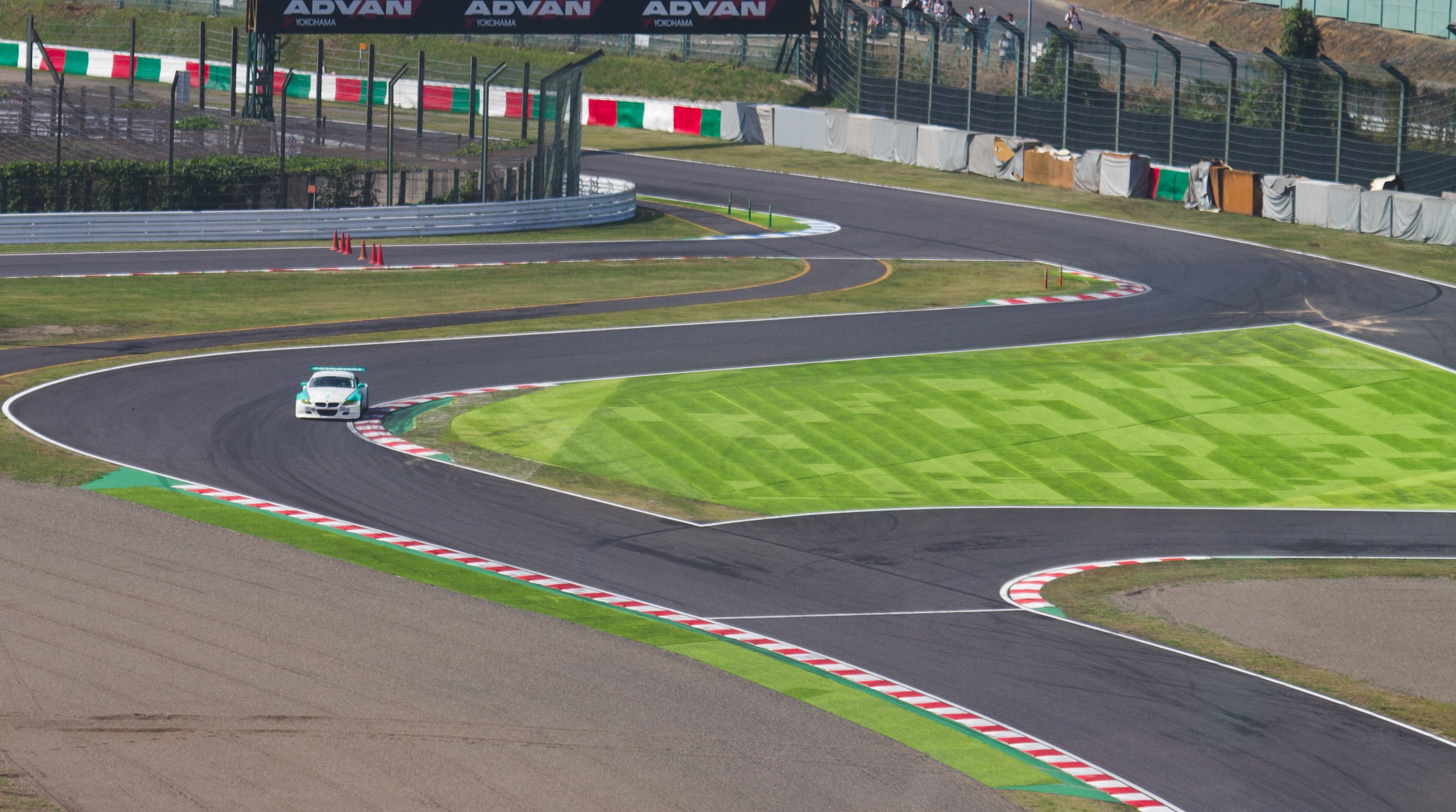
セナとプロストの接触が起こったシケイン（2011年）。1989年当時とは位置や形状が変わっている。

残り10周を切る頃にはプロストの背後にセナが肉薄し、オーバーテイクのタイミングを窺う展開となった。決勝前、プロストはウィングを寝かせてストレートスピードを稼ぐセッティングに変更しており、セナがシケインで差を詰めると、プロストが最終コーナーからホームストレートにかけて引き離すというラップが続いた。
残り6周となった47周目、セナは130R立ち上がりで勝負を仕掛け、シケインへのアプローチでブレーキを遅らせプロストのインに飛び込んだ。プロストは一瞬虚を突かれたが、すかさずステアリングをイン側へ切り込んだ。セナはブレーキングでイン側の優位を確保していたが真横には並んでおらず、プロストにラインを被せられた。2台のマクラーレンは接触し、ホイールを絡ませたままコース上に停車した。プロストは掌を上にかざすジェスチャーを見せ、対照的にセナは両手でヘルメットを抱えた。
プロストは直ちにマシンを降りてリタイアしたが、セナはコースマーシャルにコース復帰を補助するよう指示した。押し掛けによりエンジンが再始動し、セナはシケインの退避路を通過してトップのままコースに復帰した。しかし、接触でフロントウィングが破損したため、1周後にピットインしてノーズコーンの交換作業を行った。リタイアしたプロストはマクラーレンのピットに戻らず、コントロールタワーに向かった。
一連のタイムロスにより、ベネトンのナニーニがトップに浮上したが、セナが猛追し、51周目のシケインでインを突いた。ナニーニはブレーキロックしながらも無理には抵抗せず、セナがトップを奪回し、53周目のチェッカーを先頭で受けた。

#### レース後
セナがトップでチェッカーを受けたものの、プロストの抗議を受けてコントロールタワーでは審議が続けられ表彰式のスケジュールは遅れた。20分後に発表された公式結果では、セナは「シケイン不通過」のレギュレーション違反により失格と判定され、ナニーニの繰り上がり優勝が決定した。
マクラーレンはこの判定を不服として控訴し、FIA国際控訴審判所が10月末に裁定を下すまで、ナニーニの優勝とプロストの3度目のワールドチャンピオンは「暫定」扱いとなった。その後日本グランプリの次に行われたオーストラリアグランプリでセナがリタイアしたため、この審理の結果を問わずプロストのチャンピオンが確定。その後のFIAの審理の結果、「レース中のエンジン押し掛け」によりセナの失格が確定した。これについてモータースポーツジャーナリストの柴田久仁夫とルイス・バスコンセロスは、この時FIA会長で来日中だったジャン＝マリー・バレストルが公然とスチュワード（審議委員）の裁定に介入しており、当時のスチュワードでバレストルに盾突ける人間はいなかったと指摘している。
ナニーニはF1参戦4年目にして初優勝を達成し、ベネトンチームとしても1986年メキシコGP以来の2勝目となった。2、3位はパトレーゼとブーツェンが獲得し、コンストラクターズランキングではウィリアムズがフェラーリを抜いて2位に浮上。ピケはエンジンから煙を吐きながら4位に入賞。以下、ブラバムのマーティン・ブランドルとアロウズのデレック・ワーウィックまでがポイントを獲得した。出走26台中、完走したのは10台だった。

### 結果
| 順位 | No | ドライバー                 | コンストラクター       | 周回 | タイム/リタイヤ | グリッド | ポイント |
| ---- | -- | -------------------------- | ---------------------- | ---- | --------------- | -------- | -------- |
| 1    | 19 | アレッサンドロ・ナニーニ   | ベネトン・フォード     | 53   | 1:35'06.277     | 6        | 9        |
| 2    | 6  | リカルド・パトレーゼ       | ウィリアムズ・ルノー   | 53   | +11.904         | 5        | 6        |
| 3    | 5  | ティエリー・ブーツェン     | ウィリアムズ・ルノー   | 53   | +13.446         | 7        | 4        |
| 4    | 11 | ネルソン・ピケ             | ロータス・ジャッド     | 53   | +1'44.225       | 11       | 3        |
| 5    | 7  | マーティン・ブランドル     | ブラバム・ジャッド     | 52   | +1 Lap          | 13       | 2        |
| 6    | 9  | デレック・ワーウィック     | アロウズ・フォード     | 52   | +1 Lap          | 25       | 1        |
| 7    | 15 | マウリシオ・グージェルミン | マーチ・ジャッド       | 52   | +1 Lap          | 20       |          |
| 8    | 10 | エディ・チーバー           | アロウズ・フォード     | 52   | +1 Lap          | 24       |          |
| 9    | 21 | アレックス・カフィ         | ダラーラ・フォード     | 52   | +1 Lap          | 15       |          |
| 10   | 22 | アンドレア・デ・チェザリス | ダラーラ・フォード     | 51   | +2 Laps         | 16       |          |
| DSQ  | 1  | アイルトン・セナ           | マクラーレン・ホンダ   | 53   | 失格            | 1        |          |
| Ret  | 2  | アラン・プロスト           | マクラーレン・ホンダ   | 46   | 接触            | 2        |          |
| Ret  | 8  | ステファノ・モデナ         | ブラバム・ジャッド     | 46   | エンジン        | 9        |          |
| Ret  | 27 | ナイジェル・マンセル       | フェラーリ             | 43   | エンジン        | 4        |          |
| Ret  | 12 | 中嶋悟                     | ロータス・ジャッド     | 41   | エンジン        | 12       |          |
| Ret  | 4  | ジャン・アレジ             | ティレル・フォード     | 37   | ギヤボックス    | 18       |          |
| Ret  | 30 | フィリップ・アリオー       | ローラ・ランボルギーニ | 36   | エンジン        | 8        |          |
| Ret  | 28 | ゲルハルト・ベルガー       | フェラーリ             | 34   | ギヤボックス    | 3        |          |
| Ret  | 20 | エマニュエル・ピロ         | ベネトン・フォード     | 33   | 接触            | 22       |          |
| Ret  | 26 | オリビエ・グルイヤール     | リジェ・フォード       | 31   | エンジン        | 23       |          |
| Ret  | 16 | イヴァン・カペリ           | マーチ・ジャッド       | 27   | サスペンション  | 17       |          |
| Ret  | 17 | ニコラ・ラリーニ           | オゼッラ・フォード     | 21   | ブレーキ        | 10       |          |
| Ret  | 3  | ジョナサン・パーマー       | ティレル・フォード     | 20   | 燃料漏れ        | 26       |          |
| Ret  | 34 | ベルント・シュナイダー     | ザクスピード・ヤマハ   | 1    | ギヤボックス    | 21       |          |
| Ret  | 24 | ルイス・ペレス＝サラ       | ミナルディ・フォード   | 0    | 接触            | 14       |          |
| Ret  | 23 | パオロ・バリッラ           | ミナルディ・フォード   | 0    | クラッチ        | 19       |          |

- 太字は入賞者、DSQは失格。
- 結果はフォーミュラ1公式サイト[1]、ESPN F1[2]を参照。

## データ

### 大会
- 大会名 - 1989年 FIA　F1世界選手権 フジテレビジョン 日本グランプリ (1989 FIA Formula One World Championship Fuji Television Japanese Grand Prix)
- 開催日 - 1989年10月20日 - 10月22日
- 開催地 - 鈴鹿サーキット
- 主催 - 鈴鹿サーキットランド/鈴鹿モータースポーツクラブ
- レース距離 - 310.527km（5.859km×53LAP）
- 決勝日天候 - 曇り

### 記録
- ポールポジション - アイルトン・セナ（マクラーレン・ホンダ） 1分38秒041
- 優勝 - アレッサンドロ・ナニーニ（ベネトン・フォード） 1時間35分6秒277
  - アイルトン・セナが記録した 1時間35分3秒980 は失格により無効
- ファステストラップ - アラン・プロスト（マクラーレン・ホンダ） 1分43秒506 (LAP43)
  - アイルトン・セナが記録した 1分43秒025 (LAP38) は失格により無効
- ラップリーダー
  - アラン・プロスト（LAP1 - 20, 24 - 46)
  - アイルトン・セナ（LAP21 - 23, 47 - 48, 51 - 53）
  - アレッサンドロ・ナニーニ（LAP49 - 50)